# Granzow (Mirow)

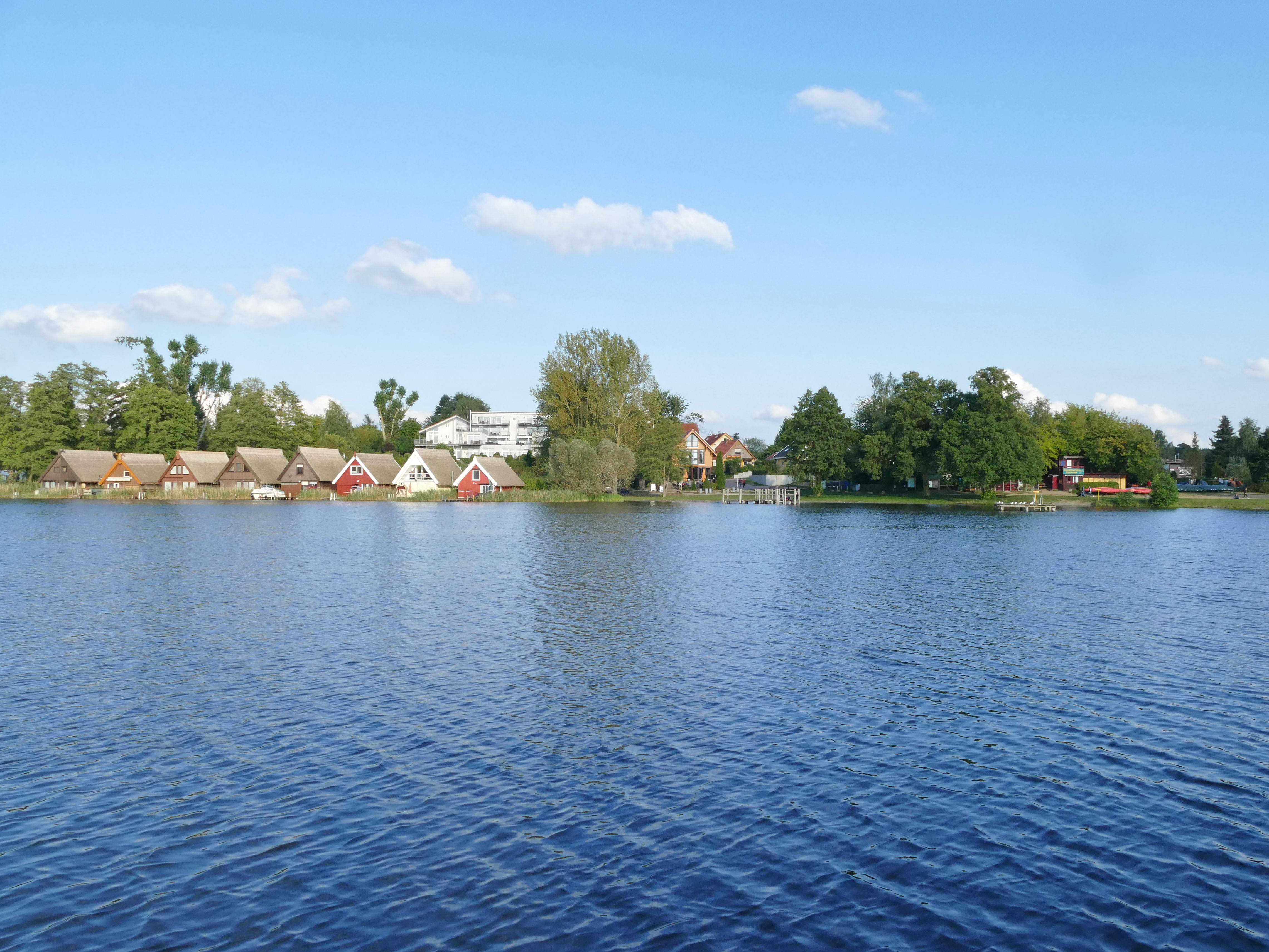
Granzow vom See Granzower Möschen aus gesehen

Granzow ist ein Ortsteil von Mirow im Süden des Landkreises Mecklenburgische Seenplatte.

## Lage und Verkehrsanbindung
Granzow liegt nördlich des Kernortes Mirow. Die Landesstraße L 25 verläuft am östlichen Ortsrand und die B 198 westlich vom Ort. Nördlich vom Ort liegen die Kotzower Seen, westlich der Granzower Möschen und südlich der Mirower See. Nordöstlich erstreckt sich das 32 ha große Naturschutzgebiet Zerrinsee bei Qualzow, ein Versumpfungsmoor. Verborgen im Waldgebiet zwischen den Dörfern Granzow und Qualzow liegt das Arboretum Erbsland. In der Liste der Baudenkmale in Mirow ist für Granzow kein Baudenkmal aufgeführt.

## Benennung
Der Name ist 1270 erstmals als Gramsowe belegt und slawischer Herkunft. Zugrunde liegt ein polabisches Wort grąz für „Sumpf, Morast, Schlamm“.

## Tourismus
Das Dorfbild Granzows wird durch den Ferienpark Granzow und mehrere Bungalowsiedlungen geprägt.

## Söhne und Töchter
- Walter Gotsmann (1891 – 1961), Maler und Naturschützer
- Christian Mantzel (1721 – 29. April 1786), Schneider und Schulmeister
- Hans Manzel (28. März 1749 – 5. September 1813), Schneider und Schulmeister